# Kirsten Prout
Kirsten Prout (Vancouver, 28 september 1990) is een
Canadees actrice.

## Biografie
Prout wilde al vanaf haar vierde acteren. Op haar negende kreeg ze van haar ouders de kans. Ze speelde haar eerste rol in 2000 in de televisiefilm The Linda McCartney Story. Haar bekendste rol speelde ze in 2005 in Elektra naast Jennifer Garner. Ze speelt ook een bijrol in de tv-dramaserie Kyle XY.

## Filmografie
- International Standard Name Identifier: 0000 0000 5119 9110
- Library of Congress Control Number: no2009012076
- Virtual International Authority File: 31831879
- WorldCat: E39PBJdmj6wmhpXhtf7JCwkMT3